# Argences
Argences är en kommun i departementet Calvados i regionen Normandie i norra Frankrike. Kommunen ligger i kantonen Troarn som ligger i arrondissementet Caen. År 2022 hade Argences 3 940 invånare.

## Befolkningsutveckling
Antalet invånare i kommunen Argences
Referens: INSEE